# Mwai Kibaki
Emilio Stanley Mwai Kibaki, mais conhecido como Mwai Kibaki (Gatuyaini, 15 de novembro de 1931 – 21 de abril de 2022) foi um político queniano. Kibaki foi Vice-presidente, de 1978 até 1988, e assumiu outros cargos de gabinete, sendo Ministro de Finanças, de 1978 até 1981, Ministro do Interior, de 1982 até 1988 e Ministro da Saúde, de 1988 até 1991; foi presidente do Quénia de 2004 até 2013.

## Biografia
Kibaki era da etnia Kikuyu e nasceu na aldeia de Gatuyaini, distrito de Othaya, no condado de Nyeri, aos pés do Monte Quênia. Recebeu seu nome de batismo, Emilio Stanley, de missionários italianos, que o batizaram como católico romano. Kibaki, que mais tarde raramente usou seus nomes de batismo, era católico praticante.
Kibaki era o filho mais novo da família de agricultores Kibaki Githinji e sua esposa Teresia Wanjiku. Ele frequentou a escola primária de oito anos em Gatuyaini por dois anos, transferiu-se para a Escola Missionária Karima por três anos e, em 1946, concluiu o ensino fundamental no Internato Primário Mathari. De 1947 a 1950, frequentou a Escola Secundária Mang'u, formando-se como o primeiro da turma com a maior nota possível.
Em seguida, estudou economia, história e política na Universidade Makerere, em Kampala, África Oriental Britânica, como grande parte da elite da África Oriental. Durante seus estudos, foi presidente da Associação de Estudantes do Quênia. Formou-se como o primeiro da turma em 1955, o que lhe rendeu uma bolsa de estudos britânica para a prestigiosa London School of Economics and Political Science. Lá, obteve o bacharelado em finanças públicas.
Após retornar à África, Kibaki trabalhou como professor em Makerere, mas entrou para a política logo depois. Até a morte dela em 2016, ele foi casado com Lucy Kibaki, com quem teve quatro filhos: Judy Wanjiku, Jimmy Kibaki, David Kagai e Tony Githinji. Kibaki teve outro relacionamento com Mary Wambui e tiveram uma filha juntos. Mary Wambui mora em Nyeri e é ativa no NARC. Kibaki foi um dos maiores proprietários de terras do Quênia. No final da década de 1960, ele comprou primeiro a fazenda Gingalily perto de Nakuru, depois a fazenda Bahati e o rancho Ruare, bem como fazendas em Igwamiti (distrito de Laikipia) e em Rumuruti, ao norte de Naivasha.
A esposa de Kibaki causou consternação entre as iniciativas de combate à AIDS em 2006, quando desaconselhou o uso de preservativos entre os jovens. Cerca de 7% da população do país está infectada com a doença da imunodeficiência.

## Política
Desde a década de 1960, Kibaki era membro do partido unificado do Quênia, a União Nacional Africana do Quénia (KANU). Desde a independência do país, em 1963, ele é membro do parlamento, representando seu distrito eleitoral de Makadara (anteriormente Donholm, depois Bahati). Até a morte do presidente Jomo Kenyatta, em 1978, atuou como Ministro das Finanças em seu gabinete e, posteriormente, como Vice-Presidente de Daniel Arap Moi, até 1988.

### KANU
Após deixar seu cargo de professor em Makerere, Kibaki tornou-se Secretário-Geral do partido KANU. Ele participou da elaboração da nova constituição para as eleições de 1963. Sua eleição para o parlamento em 1963 marcou o início de sua carreira política sem precedentes. Em 1974, a revista Time o classificou como um dos 100 potenciais futuros líderes mundiais.
Sob Jomo Kenyatta:
- 1963: Ministro (Assistente) das Finanças; Presidente da Comissão de Planeamento Econômico
- 1966: Ministro da Economia e Indústria
- 1969: Ministro das Finanças

Sob Daniel arap Moi:
- 1978: Vice-presidente e Ministro das Finanças
- 1982: Vice-presidente e Ministro do Interior
- 1988: Ministro da Saúde (rebaixamento após divergências com o Presidente Moi)

### DP
Imediatamente após a reintrodução do multipartidarismo, Kibaki deixou o KANU e fundou o Partido Democrático (DP) em dezembro de 1991, que por um breve período se tornou a força de oposição mais forte. Ele concorreu sem sucesso contra Moi à presidência duas vezes, em 1992 e 1997. Ficou em terceiro lugar, atrás de Kenneth Matiba, em 1992, e em segundo em 1997. Kibaki se juntou a Raila Odinga, terceiro colocado, ao acusar o presidente de fraudar a votação, e ambos os líderes da oposição boicotaram a posse de Moi para seu quinto mandato.

### NARC
Em preparação para as eleições de 2002, Kibaki buscou unir a oposição, aproveitando a experiência das eleições anteriores, e apresentar um único candidato. Kibaki e seu Partido Democrático Liberal (PDL), outros partidos e o maior partido, o Partido Liberal Democrático (PLD) de Luo Raila Odinga, formaram uma coalizão frágil, a Coalizão Nacional Arco-Íris (NARC). O preço da cessão da presidência por Odinga a Kibaki foi a vaga promessa de Kibaki de nomear Odinga como um primeiro-ministro forte. Essa promessa não foi cumprida e é uma das razões pelas quais a nova constituição (que não previa um primeiro-ministro) foi azedada e rejeitada.
Durante a campanha eleitoral, Kibaki sofreu um grave acidente de carro, que muitos interpretaram como um ataque secreto de seu oponente político. Kibaki procurou tratamento em um hospital de Londres . Sua saúde estava debilitada há muito tempo.
Nas eleições democráticas e não violentas de 27 de dezembro de 2002, das quais Moi se retirou por razões constitucionais, Kibaki emergiu como o vencedor esmagador como candidato da aliança eleitoral de oposição, Coalizão Nacional Arco-Íris (NARC), contra Uhuru Kenyatta (KANU), com 62% dos votos contra 31%. Isso representou 122 das 210 cadeiras da NARC. O derrotado Kenyatta reconheceu sua derrota imediata e justamente.

### Terceiro presidente do Quênia
Mwai Kibaki tomou posse como terceiro presidente do Quênia em 30 de dezembro de 2002. Seu primeiro gabinete foi cuidadosamente equilibrado de acordo com os cerca de 40 grupos étnicos do país e os partidos políticos do NARC. Seu estilo de liderança diferia muito da postura paternalista de Kenyatta ou do estilo autoritário de Moi.
Kibaki implementou rapidamente sua promessa de campanha de oferecer educação primária gratuita para todas as crianças. Isso levou mais 1,7 milhão de crianças à escola. No entanto, isso teve um preço muito alto. O tamanho das turmas poderia/poderia aumentar para até 100 crianças. Em novembro de 2004, o ex-presidente americano Bill Clinton descreveu Kibaki (por causa dessa decisão inovadora) como o homem com quem ele mais queria conversar.
Kibaki perdeu o referendo sobre a nova constituição em 21 de novembro de 2005 por ampla margem. Vários ministros de seu governo participaram da coalizão contra seu projeto de constituição favorito ("Wako-draft"). A disputa se concentrou principalmente na posição firme do presidente, conforme previsto na constituição. Em 23 de novembro de 2005, Kibaki, em resposta a alegações de corrupção entre ministros, dissolveu o gabinete — com exceção do Procurador-Geral Amos Wako, que é constitucionalmente protegido — e suspendeu o parlamento.
Duas semanas depois, o novo gabinete foi nomeado. A composição era parcialmente idêntica à do antigo gabinete e parcialmente renovada.
O Parlamento se reuniu novamente em março de 2006. Ele imediatamente abordou um relatório anticorrupção apresentado por uma comissão parlamentar especial criada por Uhuru Kenyatta.
Em 30 de dezembro de 2007, Kibaki foi declarado vencedor da eleição presidencial de 2007 pela Comissão Eleitoral do Quênia e imediatamente empossado. A decisão foi altamente controversa, visto que Kibaki tinha uma vantagem estimada de apenas 230.000 votos. Após a oposição acusá-lo de fraude eleitoral, manifestações contra Kibaki eclodiram, as quais foram violentamente reprimidas pela polícia.
Após as primeiras projeções após a eleição, seu rival Raila Odinga havia alcançado uma liderança confortável, mas novos resultados pararam de chegar repentinamente. No entanto, depois de dois dias, um número enorme de votos foi registrado para Kibaki. Ele foi rapidamente declarado vencedor e menos de uma hora depois foi empossado como presidente. Alexander Graf Lambsdorff, chefe de 150 observadores eleitorais da UE, disse em um comunicado: "O processo de contagem não é confiável; temos evidências de irregularidades em vários círculos eleitorais." Apesar dessa fraude eleitoral, Kibaki manteve sua vitória eleitoral e mobilizou forças policiais paramilitares em 2 de janeiro de 2008, depois que protestos violentos contra ele eclodiram em todo o país; várias centenas de pessoas foram mortas na agitação resultante, semelhante a uma guerra civil.
Com a mediação do ex-Secretário-Geral da ONU, Kofi Annan, Odinga e Kibaki iniciaram negociações para resolver a crise política no Quênia. No final de fevereiro de 2008, concordaram em formar um governo conjunto e, em 13 de abril de 2008, Odinga foi finalmente nomeado Primeiro-Ministro do Quênia.
A presidência de Kibaki estabeleceu como principal tarefa revitalizar e recuperar o país após anos de estagnação e má gestão económica durante o mandato de Moi  – um feito que enfrentou vários desafios, incluindo as consequências da Era Nyayo (Presidência de Moi), a fadiga dos doadores ocidentais, a saúde debilitada do Presidente durante o seu primeiro mandato, a tensão política que culminou na dissolução da coligação NARC, a violência pós-eleitoral de 2007-2008, a crise financeira de 2008 e uma relação ténue com o seu parceiro de coligação, Raila Odinga, durante o seu segundo mandato.
A economia sofreu uma grande reviravolta. O crescimento do PIB aumentou de um mínimo de 0,6% (real -1,6%) em 2002 para 5% em 2011. O desenvolvimento foi retomado em todas as áreas do país, incluindo o norte semiárido ou árido, até então negligenciado e em grande parte subdesenvolvido. Muitos setores da economia se recuperaram do colapso total antes de 2003. Numerosas corporações estatais foram revividas e começaram a ter um desempenho lucrativo. O setor de telecomunicações prosperou. A reconstrução, modernização e expansão da infraestrutura começaram a sério, com vários projetos ambiciosos de infraestrutura e outros, como a Thika Superhighway, foram concluídos.
O Fundo de Desenvolvimento de Círculos Eleitorais (CDF) também foi introduzido em 2003, para apoiar projetos de desenvolvimento de base a nível de círculos eleitorais. O seu objetivo era alcançar uma distribuição equitativa dos recursos de desenvolvimento entre regiões e controlar os desequilíbrios no desenvolvimento regional causados por políticas partidárias. Tinha como alvo todos os projetos de desenvolvimento a nível de círculos eleitorais, particularmente aqueles que visavam combater a pobreza a nível de base. O programa CDF facilitou a construção de novas instalações de água, saúde e educação em todas as partes do país, incluindo áreas remotas que normalmente eram esquecidas durante a alocação de fundos nos orçamentos nacionais. O CDF foi o primeiro passo em direção ao sistema de governo descentralizado introduzido pela Constituição de 2010 , pelo qual as estruturas do Governo Local foram constitucionalmente redesenhadas, melhoradas e fortalecidas.
O Presidente Kibaki também supervisionou a criação da Visão 2030 do Quénia, um plano de desenvolvimento a longo prazo que visa aumentar o crescimento do PIB para 10% ao ano e transformar o Quénia num país de rendimento médio até 2030.
O regime de Kibaki também viu uma redução da dependência do Quênia da ajuda de doadores ocidentais, com o país sendo cada vez mais financiado por recursos gerados internamente, como o aumento da arrecadação de impostos. As relações com a República Popular da China, o Japão e outras potências não ocidentais melhoraram e se expandiram notavelmente. Vários países tornaram-se parceiros econômicos cada vez mais importantes.
No início de agosto de 2009, Kibaki comutou as sentenças de todos os 4.000 condenados à morte no país para prisão perpétua. De acordo com o Gabinete do Presidente, a decisão de Kibaki foi amplamente motivada pelo fato de que, devido à lei, os condenados à morte não podiam ser forçados a trabalhar. A pena de morte permaneceu oficialmente em vigor.
O presidente Kibaki foi acusado de governar com um pequeno grupo de seus pares idosos, principalmente do lado educado da elite Kikuyu que surgiu na era Jomo Kenyatta, geralmente chamada de "Gabinete da Cozinha" ou "Máfia do Monte Quênia". Havia, portanto, a percepção de que sua presidência era Kikuyu. Eleito em 2002 com uma plataforma de reforma, Kibaki foi visto como tendo restabelecido o status quo ante. Seus oponentes acusaram que um dos principais objetivos de sua presidência era a preservação da posição privilegiada da elite que emergiu durante os anos Kenyatta, da qual ele fazia parte.
Embora o Presidente Kibaki nunca tenha sido pessoalmente acusado de corrupção, e tenha conseguido praticamente pôr fim à apropriação desenfreada de terras públicas nas eras de Moi e Kenyatta, não foi capaz de conter adequadamente a cultura de corrupção endémica amplamente enraizada no Quénia.
Kibaki entregou a presidência queniana ao seu sucessor, Uhuru Kenyatta, em 9 de abril de 2013, em uma cerimônia pública de posse realizada no maior estádio do Quênia.

## Morte
Em 22 de abril de 2022, o presidente Uhuru Kenyatta anunciou que Kibaki havia morrido na noite de quinta-feira, 21 de abril de 2022. Ele tinha 90 anos no momento de sua morte. Kenyatta emitiu uma proclamação de que Kibaki receberia um funeral de estado com todas as honras civis e militares e declarou um período de luto nacional com bandeiras hasteadas a meio mastro até que o presidente Mwai Kibaki fosse enterrado. O Sudão do Sul e a Tanzânia também declararam luto nacional.
Ele foi enterrado em sua casa em Othaya, no Condado de Nyeri, em 30 de abril, com todas as honras militares após um culto religioso realizado pela igreja católica.

## Honras
- Chefe da Order of the Golden Heart[69][70]
- Universidade de Nairóbi, Doutorado honorário em Letras, 2004[71]
- Universidade Jomo Kenyatta de Agricultura e Tecnologia, Doutorado honorário em Ciências, 2008[72]
- Universidade de Ciência e Tecnologia Masinde Muliro, Doutorado honorário em Ciências, 2008[73]
- Universidade de Nairóbi, Doutorado honorário em Direito, 2008[74]
- Universidade Kenyatta, Doutorado honorário em Educação, 2010[75]
- Universidade Makerere, Doutorado honorário em Direito, 2012[76]
- Universidade de Tecnologia Dedan Kimathi, Doutorado honorário em Letras Humanas, 2013[77]